# Estación Castro Barros (La Rioja)
Castro Barros era una estación de ferrocarril ubicada en la localidad homónima, departamento General Belgrano de la provincia de La Rioja, Argentina.

## Servicios
No presta servicios de pasajeros ni de cargas.
Sus vías e instalaciones corresponden al Ramal A del Ferrocarril General Belgrano, que opera la empresa estatal Trenes Argentinos Cargas.